# Hermaeos
Hermaeos Soter (tiếng Hy Lạp: Ἑρμαῖος ὁ Σωτήρ, nghĩa là "Vị cứu tinh") là vị vua Ấn-Hy Lạp miền tây thuộc triều đại Eucrates, ông trị vì vùng đất Paropamisade trong khu vực Hindu Kush, kinh đô của ông đặt tại thành phố Alexandria của Caucasus (gần Kabul ngày nay, Afghanistan). Bopearachchi cho rằng thời kì trị vì của Hermaeos vào khoảng năm 90-70 TCN và RC Senior cho là từ khoảng năm 95-80 TCN, nhưng có lẽ quan điểm của Bopearachchi có thể chính xác hơn.
Hermaeos dường như đã kế vị Philoxenos hoặc Diomedes, và Kalliope vợ ông có thể đã là một con gái của Philoxenos theo Senior. Từ việc xem xét các đồng tiền xu của ông, triều đại của Hermaeos đã tồn tại lâu dài và thịnh vượng, nhưng nó đã đi đến hồi kết khi người Nguyệt Chi, đến từ nước láng giềng Bactria đã lật đổ triều đại Hy Lạp của ông ở Paropamisade khoảng năm 70 TCN. Theo Bopearachchi, những cư dân du mục này là người Nguyệt Chi, tổ tiên của người Quý Sương, trong khi Senior coi họ là người Saka.
Sau khi triều đại của ông kết thúc, dường như vẫn tồn tại những cộng đồng người Hy Lạp nằm dưới sự cai trị của các dân tộc du mục đã dần Hy Lạp hóa, và họ vẫn tiếp tục phát triển một nền văn hóa giàu có (Xem Hy Lạp-Phật giáo). Một số khu vực thuộc vương quốc của ông có thể đã được chiếm lại bởi các vị vua sau này, chẳng hạn như Amyntas Nikator.
Các tiền đúc của Hermaeos đã được sao chép rộng rãi, dưới hình thức ngày càng trở nên man di hóa bởi những người du mục mới tới khoảng năm 40 SCN (xem bài viết về người Nguyệt Chi). Tại thời điểm đó vua của triều Quý Sương Kujula Kadphises đã nhấn mạnh mối liên hệ với Hermaeus trên đồng tiền của ông ta, cho thấy ông ta là một hậu duệ bởi một liên minh với nhà vua Hy Lạp, hoặc ít nhất ông ta muốn thừa hưởng di sản của ông.
Do tầm quan trọng của Hermaeos đối với vị vua du mục, có thể Hermaeos đã mang trong mình được một phần nguồn gốc du mục.

## Tiền xu của Hermaeus
Hermaeos đã phát hành ba loại tiền xu bạc Ấn Độ. Loại thứ nhất với chân dung của ông đang đội vương miện hoặc đội mũ sắt, với mặt sau có hình thần Zeus đang ngồi ban phước. Hermaeos cũng đã ban hành một loạt các đồng tetradrachm bạc hiếm hoi theo phong cách Attic mà được xuất sang Bactria.
Loại thứ hai có hình ảnh của Hermaeos cùng với hoàng hậu Kalliope. Ở phía mặt sau của đồng xu của lại khác với phong cách truyền thống của Hermaeos, với hình ảnh nhà vua cưỡi trên một con ngựa đang nhảy chồm lên. Nhà vua "cưỡi trên một con ngựa đang nhảy chồm lên" là đặc điểm riêng biệt của các vị vua Hy Lạp đương đại ở miền đông Punjab như Hippostratos, và đã có đề xuất rằng đồng tiền này đại diện cho một liên minh hôn nhân giữa hai triều đại.
Loại thứ ba kết hợp các hình ảnh ở mặt sau của hai loại đầu tiên, nhưng không có chân dung.
Hermaeos cũng đã ban hành tiền xu bằng đồng với đầu của thần Zeus-Mithras cùng một con ngựa nhảy chồm lên ở mặt đối diện.

## Mối quan hệ với Trung Quốc
Trong Hán thư cũng ghi lại về thời kỳ này, có thể liên quan đến Hermaeos, mặc dù đây có thể là suy đoán và nhiều khả năng đề cập đến các vị vua Saka sau này. Trong tác phẩm này nói đến một vị vua có thể có thể được xác định là Hermaeos nhận được sự hỗ trợ của Trung Hoa chống lại những kẻ chiếm đóng Ấn-Scythia, và có thể giải thích lý do tại sao vương quốc của ông đột nhiên thịnh vượng bất chấp sự suy giảm chung của các vương quốc Ấn-Hy Lạp trong cùng thời gian này. Các ghi chép của Trung Hoa đã đặt các niên đại của Hermaeus vào thời điểm sau đó, với triều đại của ông kết thúc khoảng năm 40 TCN.
Theo Hán thư, Chương 96A (bản dịch tiếng Anh), Wutoulao (Spalirises?), vua của xứ Jibin (Kophen, vùng Hạ thung lũng Kabul), giết hại vài sứ thần nhà Tây Hán. Sau khi nhà vua qua đời, con ông (Spaladagames) phái sứ thần dâng lễ vật đến Triều đình Tây Hán. Tướng nhà Tây Hán là Wen Zhong - chỉ huy quân Hán ở Cam Túc - đã hộ tống đoàn sứ này về nước. Vua con của Wutoulao lập mưu sát hại Wen Zhong. Khi mưu đồ bại lộ, Wen Zhong tự mình liên minh với Yinmofu (Hermaeus?), "con của Quốc vương xứ Rongqu" (Yonaka, người Hy Lạp). Họ cùng nhau tấn công Jibin (có lẽ là với sự hỗ trợ của Nguyệt Chi - cũng là đồng minh của Trung Hoa kể từ khoảng năm 100 theo ghi chép của Hán thư) và tiêu diệt vua con của Wutoulao. Yinmofu (Hermaeus?) được tấn phong làm vua xứ Jibin, trở thành một chư hầu của Thiên tử Đại Hán. Người Hán cũng trao tặng cho ông cái bảo ấn và dải ruy-băng khoác lên người.
Theo sử cũ, sau này chính vua Yinmofu (Hermaeus?) đã sát hại sứ đoàn Đại Hán dưới triều vua Hán Nguyên Đế (48 - 33 trước Công Nguyên), sau đó cử sứ giả đến tạ tội, thế nhưng Triều đình Tây Hán vẫn không thứ lỗi cho ông. Đời Hán Thành Đế (51 - 7 trước Công Nguyên), ông lại phái thêm vài sứ thần nữa, nhưng người Hán chỉ coi họ như những thương nhân bình thường.